# ClanBase
ClanBase er en database for klaner i alle slags spil. De laver e-sportsturneringer, ligaer og meget andet. Det er gratis at komme med i den. Siden 1. december 2013 har hjemmesiden ikke længere været tilgængelig.